# Psilogramma eburnea
Psilogramma eburnea är en fjärilsart som beskrevs av Adolf G. Closs 1911. Psilogramma eburnea ingår i släktet Psilogramma och familjen svärmare. Inga underarter finns listade.